# Club Atlético Minero del Rímac
Maillots
Dernière mise à jour : 30 septembre 2019.
Le Club Atlético Minero del Rímac est un club péruvien de football basé à Matucana dans le département de Lima. Il a été fondé en 1997 et a évolué en 1re division lors de la saison 2008.

## Histoire
Deuxième du championnat de 2e division 2007, l'Atlético Minero obtient sa place en 1re division à l'issue d'un match de barrage face au finaliste de la Copa Perú, le Sport Águila, qu'il bat 3-0. Cependant, cette place acquise tardivement (le 13 janvier 2008) constitue un handicap pour le club lors du tournoi d'ouverture où il termine à la dernière place. Un tournoi de clôture, bien meilleur, ne peut éviter à l'Atlético Minero de disputer un match de barrage contre le Juan Aurich, pour la rétrogradation en 2e division. Hélas pour le club, une défaite 2-1 précipite l'équipe en D2 pour la saison 2009, après seulement une saison parmi l'élite.
Le club affronte la 2e division avec une grave crise financière et une dette de 380 000 US$. Il finit par descendre à l'échelon inférieur (Copa Perú) en 2016, mais demeure inactif depuis cette date.

## Résultats sportifs

### Palmarès
| Compétitions nationales                             | Compétitions régionales                                |
| - Championnat du Pérou D2 : - Vice-champion : 2007. | - Ligue de la région de Lima (1) : - Vainqueur : 2005. |

### Bilan et records
- Saisons au sein du championnat du Pérou : 1 (2008).
- Saisons au sein du championnat du Pérou D2 : 9 (2006-2007 / 2009-2015).